# The Boston News-Letter

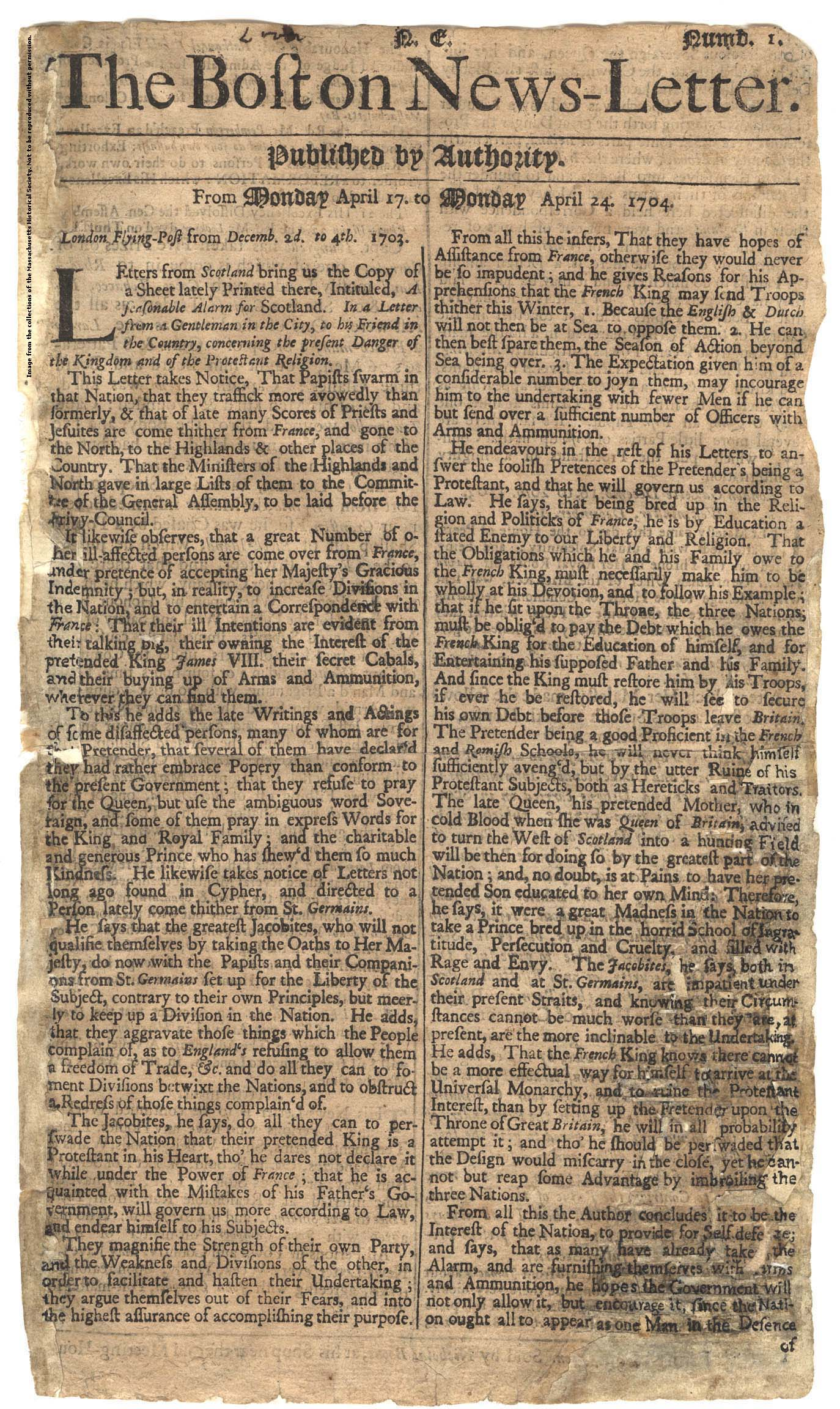
Uma das primeiras edição do Jornal.

Publicado pela primeira vez em 24 de abril de 1704, The Boston News-Letter é considerado o primeiro jornal publicado continuamente nas Treze Colônias. Foi fortemente subsidiado pelo governo britânico, com circulação limitada. O primeiro jornal das colônias foi Publick Occurrences Both Forreign and Domestick, que publicou sua primeira e única edição em 25 de setembro de 1690. Em 1718, o  Weekly Jamaica Courant foi publicado em Kingston. Em 1726 o Boston Gazette começou a ser publicado com Bartolomeu Verde Jr. como impressor.

## História
Seu primeiro editor foi John Campbell, um livreiro e chefe dos correios de Boston. O jornal era originalmente impresso semanalmente como uma única folha impressa em ambos os lados. Durante seus primeiros anos foi escrito principalmente com notícias de jornais de Londres, descrevendo a política inglesa e os detalhes das guerras européias. Como o único jornal das colônias na época, ele também informou sobre a morte de Blackbeard, o pirata, num combate em 1718.